# Нинове, Бодуэн ван
Бодуэ́н ван Нино́ве, или Бо́девин из Нино́ве (нидерл. Boudewijn van Ninove, фр. Baudouin de Ninove, лат. Balduinus Ninevensis; до 1254 — после 1293 или 1294) — фламандский хронист, регулярный каноник премонстрантского аббатства Св. Корнелия и Св. Киприана в Нинове.

## Биография
Детали биографии неизвестны, по-видимому, имел фламандские корни и в середине XIII века вступил в монашеский орден премонстрантов. Служил сначала диаконом, затем регулярным каноником аббатства Святого Корнелия и Святого Киприана в Нинове (совр. провинция Восточная Фландрия).
Автор латинской «Хроники» (лат. Chronicon) от сотворения мира до 1254 года, сохранившейся в трёх пергаментных рукописях из Королевской библиотеки Бельгии в Брюсселе (MS II 3596 и 7652) и архива премонстрантского аббатства Св. Норберта в Авербоде (Sectie IV, nr. 138).
Исторический труд ван Нинове, задуманный им как всемирная хроника, кратко излагает события мировой истории до 1137 года, когда основано было аббатство Св. Корнелия и Св. Киприана, а с начала XIII столетия содержит в основном сведения местного характера, преимущественно относящиеся к самому Ниновейскому монастырю и соседним областям Фландрии. Особый интерес представляют сведения о римских папах, императорах Священной Римской империи, проповедниках и подвижниках христианства, деяниях паломников в Святой земле, а также истории г. Нинове и местного монастыря премонстрантов. Помимо этого, в частности, сообщается о христианизации Фландрии в конце VII — начале VIII в., покорении её в 792 году Карлом Великим, назначившим там своих лесничих, и основании здесь в 862 году независимого графства Бодуэном Железной Рукой.
Источниками для хроники ван Нинове послужили: исторические сочинения Саллюстия (I в. до н. э.), «Иудейские древности» Иосифа Флавия (I в. н. э.), поэмы Вергилия и Авсония Магна, «Церковная история» Евсевия Кесарийского (перв. четв. IV в. н. э.), «Хроника» Иеронима Стридонского (380 г. н. э.), «Сатурналии» Макробия (нач. V в. н. э.), «История против язычников» Павла Орозия (417 г. н. э.), «История франков» Григория Турского (кон. VI в.), «История лангобардов» Павла Диакона (кон. VIII в.), «Хроника» Мариана Скота, сочинения Беренгара Турского (XI в.), «Всемирная хроника» Сигеберта из Жамблу (нач. XII в.) с продолжениями до 1225 года, «История королей Британии» Гальфрида Монмутского (сер. XII в.), «История английских королей» Уильяма Мальмсберийского (сер. XII в.), Эльмарские, Пархские и Ниновейские монастырские анналы (XII—XIII вв.), а также жития Св. Норберта Ксантенского, Св. Корнелия, Св. Эгидия, Св. Аманда, Св. Сальвия, Св. Ланделина и др.
Традиционно считалось, что ван Нинове довёл изложение лишь до 1254 года, после чего его работа была продолжена анонимом до 1294 года, затем им же, или другим переписчиком, до 1304 года, а после третьим (?) продолжателем доведена до 1358 года. Вместе с тем, существует гипотеза, что до 1294 года хронику довёл сам ван Нинове, вскоре после этого, вероятно, скончавшийся в своём аббатстве.
Хроника ван Нинове, почти забытая в XV—XVI веках, была введена в научный оборот учёными XVII столетия, оценившими её значение в качестве источника. С похвалой о ней отзывались, в частности, нидерландский филолог Герхард Иоганн Фосс, французские историки Андре Дюшен, Шарль Дюканж, Мартин Буке и др. В 1731 году она была опубликована в Сен-Дье-де-Вож учёным настоятелем аббатства д’Эстиваль (Лотарингия) Шарлем Людовиком Гюго во 2-м томе подготовленного им свода «Sacrae antiquitatis monumenta historica, dogmatica, diplomatica».
Следующее издание, отредактированное Жозефом-Жаном де Сметом для 2-го тома «Корпуса хроник Фландрии», вышло в 1841 году в Брюсселе. В приложении к нему опубликовано было 298 исторических документов, относящихся к 1092—1317 годам, из архива аббатства Нинове. Комментированное научное издание хроники под редакцией известного немецкого филолога и палеографа Освальда Хольдер-Эггера было выпущено в 1880 году в Ганновере в 25-м томе «Monumenta Germaniae Historica». Новейшая публикация хроники подготовлена историком профессором Гентского университета Вероникой Ламберт.

## Издания
- Chronicon fratris Balduini Diaconi canonici ordinis praemonstratensis, abbatiae Ninivensis // Sacrae antiquitatis monumenta historica, dogmatica, diplomatica. Notis illustrata A.R.P. ac domino Carolo Ludovico Hugo. — Tomus II. — Sancti-Deodati, 1731. — pp. 59-190.
- Chronicon Balduini Ninoviensis // Corpus Chronicorum Flandriae, publiée sous la direction de la Commission Royale d'Histoire par Joseph Jean de Smet. — Tome II. — Bruxelles: Hayez, 1841. — pp. 581-746.
- Balduini Ninovensis Chronicon, edidit O. Holder-Egger // Monumenta Germaniae Historica. — Tomus XXV. — Hannover, 1880. — pp. 515-556. — (Scriptores).